# Davide Moretti (cestista)
Davide Moretti (Bologna, 25 marzo 1998) è un cestista italiano.

## Biografia
È figlio di Paolo Moretti, ex cestista italiano e allenatore di pallacanestro.

## Carriera

### In Italia
Dopo essere cresciuto nel settore giovanile del Pistoia Basket 2000, dove il padre Paolo Moretti era capo allenatore della prima squadra, nel 2013 passa alla Stella Azzurra Roma, con cui disputa il campionato di DNB 2013-2014 e arriva quarto nel Campionato italiano Under-17. Nella stagione successiva fa ritorno a Pistoia, con cui esordisce in Serie A il 26 ottobre 2014, in occasione della partita persa per 76-83 contro la Vanoli Cremona e vince il Campionato italiano Under-17. Il 22 giugno 2015 passa all'Universo Treviso Basket, militante in Serie A2.

### NCAA
Il 10 giugno 2017 decide di approdare nella NCAA, accettando l'offerta della Texas Tech University.
Nella sua prima stagione universitaria gioca maggiormente da subentrante dalla panchina, giocando una sola partita dall'inizio, ma comunque ritagliandosi un buon minutaggio.
Il suo highscore stagionale lo ottiene nel match contro Florida Atlantic dove mette a segno 14 punti.
La svolta avviene nella seconda stagione, nella quale si afferma titolare della compagine texana che conclude la regular season della Big 12 Conference al secondo posto. Il suo highscore stagionale lo ottiene contro Arkansas mettendo a segno 21 punti.
Grazie al piazzamento in regular season i texani si qualificano alla March Madness e riescono a conquistare le Final Four grazie alla vittoria della West Regional, con importante contributo del bolognese con 12 punti di media in 4 partite. Nello straordinario scenario dell'U.S. Bank Stadium di Minneapolis, i Red Raiders affrontano in semifinale Michigan State battendola per 61-51, con una solida prova difensiva di Moretti alla quale aggiunge 5 punti, e raggiungendo per la prima volta la finale del torneo dove affronteranno l'altra matricola Virginia. 
La finale si disputa il 9 aprile a Minneapolis davanti a 72.000 Spettatori. Il match dopo 4 quarti si conclude in parità, nei quali Moretti oltre a una grande prestazione personale (15 punti) si dimostra anche trascinatore morale della sua squadra. Nonostante ciò all'overtime Virginia, trascinata da De'Andre Hunter, riesce a vincere per 85-77 e si aggiudica il Torneo NCAA 2019.

### Olimpia Milano
Il 26 maggio 2020 lascia l'ateneo texano, firmando un contratto pluriennale con l'Olimpia Milano.

### Pallacanestro Varese
Nell'estate 2023 sigla un accordo biennale con la Pallacanestro Varese.

## Statistiche

### NCAA
| Anno      | Squadra         | PG  | PT | MP   | TC%  | 3P%  | TL%  | RP  | AP  | PRP | SP  | PP   |
| --------- | --------------- | --- | -- | ---- | ---- | ---- | ---- | --- | --- | --- | --- | ---- |
| 2017-2018 | TTU Red Raiders | 37  | 1  | 12,3 | 33,6 | 31,7 | 85,7 | 0,8 | 1,1 | 0,4 | 0,0 | 3,5  |
| 2018-2019 | TTU Red Raiders | 38  | 38 | 31,6 | 49,8 | 45,9 | 92,4 | 2,1 | 2,4 | 1,1 | 0,0 | 11,5 |
| 2019-2020 | TTU Red Raiders | 31  | 31 | 34,2 | 41,9 | 38,3 | 90,2 | 1,7 | 2,3 | 1,7 | 0,0 | 13,0 |
| Carriera  | Carriera        | 106 | 70 | 25,6 | 43,6 | 39,9 | 90,6 | 1,5 | 1,9 | 0,9 | 0,0 | 9,1  |

#### Massimi in carriera
- Massimo di punti: 25 vs. West Virginia (29 gennaio 2020)[8]
- Massimo di rimbalzi: 6 vs. Texas-Austin (8 febbraio 2020)
- Massimo di assist: 8 vs Oklahoma State-Stillwater (13 febbraio 2019)
- Massimo di palle rubate: 3 (8 volte)
- Massimo di stoppate: /
- Massimo di minuti giocati: 44 vs. Kentucky (25 gennaio 2020)

### Eurolega
| Anno      | Squadra        | PG | PT | MP  | TC% | 3P% | TL% | RP  | AP  | PRP | SP  | PP  |
| --------- | -------------- | -- | -- | --- | --- | --- | --- | --- | --- | --- | --- | --- |
| 2020-2021 | Olimpia Milano | 3  | 0  | 1,9 | 0,0 | 0,0 | 100 | 0,0 | 0,0 | 0,0 | 0,0 | 0,7 |
| Carriera  | Carriera       | 3  | 0  | 1,9 | 0,0 | 0,0 | 100 | 0,0 | 0,0 | 0,0 | 0,0 | 0,7 |

### Eurocup
| Anno      | Squadra       | PG | PT | MP   | TC%  | 3P%  | TL%  | RP  | AP  | PRP | SP  | PP  |
| --------- | ------------- | -- | -- | ---- | ---- | ---- | ---- | --- | --- | --- | --- | --- |
| 2024-2025 | Reyer Venezia | 14 | 6  | 23,2 | 34,5 | 38,3 | 84,4 | 1,5 | 3,1 | 0,6 | 0,0 | 7,7 |
| Carriera  | Carriera      | 14 | 6  | 23,2 | 34,5 | 38,3 | 84,4 | 1,5 | 3,1 | 0,6 | 0,0 | 7,7 |

### Campionato
| Stagione        | Squadra                    | Competizione | Partite | Partite | Partite | Statistiche tiro | Statistiche tiro | Statistiche tiro | Altre statistiche | Altre statistiche | Altre statistiche | Altre statistiche | Altre statistiche |
| Stagione        | Squadra                    | Competizione | Pres.   | Titol.  | Minuti  | Tiri da 2        | Tiri da 3        | Liberi           | Rimb.             | Assist            | Rubate            | Stopp.            | Punti             |
| --------------- | -------------------------- | ------------ | ------- | ------- | ------- | ---------------- | ---------------- | ---------------- | ----------------- | ----------------- | ----------------- | ----------------- | ----------------- |
| 2013-2014       | Stella Azzurra Roma        | DNB          | 17      | 2       | 391     | 35/77            | 9/35             | 58/68            | 37                | 41                | 13                | 0                 | 155               |
| 2014-2015       | Pistoia Basket             | Serie A      | 12      | 0       | 83      | 2/8              | 2/11             | 6/10             | 6                 | 3                 | 2                 | 0                 | 16                |
| 2015-2016       | Treviso Basket             | Serie A2     | 29      | 6       | 539     | 31/72            | 26/70            | 43/54            | 64                | 60                | 18                | 0                 | 183               |
| 2016-2017       | Treviso Basket             | Serie A2     | 30      | 30      | 832     | 60/157           | 50/134           | 97/112           | 77                | 68                | 28                | 6                 | 367               |
| 2020-2021       | Olimpia Milano             | Serie A      | 17      | 0       | 136     | 7/18             | 7/26             | 7/8              | 10                | 13                | 6                 | 0                 | 42                |
| 2021-2022       | Carpegna Prosciutto Pesaro | Serie A      | 30      | 30      | 658     | 49/110           | 37/106           | 73/81            | 36                | 74                | 29                | 3                 | 282               |
| 2022-2023       | Carpegna Prosciutto Pesaro | Serie A      | 29      | 29      | 716     | 64/120           | 48/126           | 66/77            | 46                | 80                | 34                | 2                 | 338               |
| Totale carriera |                            |              |         |         |         |                  |                  |                  |                   |                   |                   |                   |                   |

### Coppa nazionale
| Stagione        | Squadra        | Competizione | Partite | Partite | Partite | Statistiche tiro | Statistiche tiro | Statistiche tiro | Altre statistiche | Altre statistiche | Altre statistiche | Altre statistiche | Altre statistiche |
| Stagione        | Squadra        | Competizione | Pres.   | Titol.  | Minuti  | Tiri da 2        | Tiri da 3        | Liberi           | Rimb.             | Assist            | Rubate            | Stopp.            | Punti             |
| --------------- | -------------- | ------------ | ------- | ------- | ------- | ---------------- | ---------------- | ---------------- | ----------------- | ----------------- | ----------------- | ----------------- | ----------------- |
| 2015-2016       | Treviso Basket | LNP          | 1       | 0       | 16      | 0/2              | 0/3              | 0/0              | 0                 | 1                 | 0                 | 0                 | 0                 |
| 2016-2017       | Treviso Basket | LNP          | 2       | 2       | 66      | 11/16            | 5/8              | 2/4              | 0                 | 8                 | 1                 | 0                 | 39                |
| Totale carriera |                |              |         |         |         |                  |                  |                  |                   |                   |                   |                   |                   |

### Nazionale
| Cronologia completa delle presenze e dei punti in Nazionale - Italia | Cronologia completa delle presenze e dei punti in Nazionale - Italia | Cronologia completa delle presenze e dei punti in Nazionale - Italia | Cronologia completa delle presenze e dei punti in Nazionale - Italia | Cronologia completa delle presenze e dei punti in Nazionale - Italia | Cronologia completa delle presenze e dei punti in Nazionale - Italia | Cronologia completa delle presenze e dei punti in Nazionale - Italia | Cronologia completa delle presenze e dei punti in Nazionale - Italia |
| Data                                                                 | Città                                                                | In casa                                                              | Risultato                                                            | Ospiti                                                               | Competizione                                                         | Punti                                                                | Note                                                                 |
| -------------------------------------------------------------------- | -------------------------------------------------------------------- | -------------------------------------------------------------------- | -------------------------------------------------------------------- | -------------------------------------------------------------------- | -------------------------------------------------------------------- | -------------------------------------------------------------------- | -------------------------------------------------------------------- |
| 30/11/2020                                                           | Tallinn                                                              | Russia                                                               | 66 - 70                                                              | Italia                                                               | Qual. Euro 2021                                                      | 3                                                                    | [ 9 ]                                                                |
| 22/11/2024                                                           | Reykjavík                                                            | Islanda                                                              | 71 - 95                                                              | Italia                                                               | Qual. Euro 2025                                                      | 6                                                                    | [ 10 ]                                                               |
| Totale                                                               |                                                                      | Presenze                                                             | 2                                                                    |                                                                      | Punti                                                                | 9                                                                    |                                                                      |

## Palmarès

### Club

#### Competizioni giovanili
- Scudetto Under-17: 1

Pistoia Basket: 2015

#### Competizioni nazionali
- Supercoppa italiana: 1

Olimpia Milano: 2020
- Coppa Italia: 1

Olimpia Milano: 2021

### Nazionale
- Campionati europei maschili di pallacanestro Under-18:

 Turchia 2016